# Yves Person
Pour les articles homonymes, voir Person.
Yves Person (12 octobre 1925 - 17 novembre 1982) est un historien français, spécialiste de l'Afrique.

## Biographie
Né en 1925 dans une famille originaire de Plounérin, Yves Person a reçu, de 1945 à 1951, une formation associant plusieurs disciplines : l’histoire (une licence en Sorbonne), la linguistique (le mandingue et le peul à l’Ecole des Langues Orientales) et l’ethnologie (au Musée de l’Homme).
En 1948, il entre à l'École nationale de la France d'outre-mer (ENFOM) qui formait des administrateurs pour les colonies. Entre 1948 et 1961, il a occupé plusieurs postes au Dahomey (1950 -1954), en Guinée (1954-1958) et en Côte d'Ivoire pour le ministère de la France d'Outre-mer. Il est détaché pendant environ deux ans, au ministère de l’Education nationale de la Côte d’Ivoire pour la collecte des traditions orales, dans la perspective, après l’indépendance, de réécrire les manuels scolaires où l’histoire du pays ne figurait pas.
Devenu attaché de recherche au CNRS en 1963, il a ensuite enseigné à l'université de Dakar à partir de 1967, et dont il dirige en 1968 le département d'histoire, et à l'université de Montréal en tant que professeur invité entre 1969 et 1971. Il a terminé sa carrière comme professeur d'histoire contemporaine de l'Afrique à la Sorbonne où il fut nommé en 1971, puis élu à la chaire d’histoire moderne et contemporaine de l’Afrique la même année. Après Hubert Deschamps et Henri Brunschwig, il est un des pionniers des études d'histoire de l'Afrique.
Les recherches menées par Yves Person au cours des années 1950 et 1960 ont porté sur Samori Touré, fondateur de l'empire wassoulou (1878-1898). Ses affectations administratives lui ont permis de consulter un grand nombre d'archives coloniales, complétées par une vaste enquête orale auprès de proches de Samori. Le 30 mai 1970 il soutient à la Sorbonne sa thèse monumentale dirigée par Georges Balandier : Samori une révolution dyula.
Yves Person signait certains de ses articles Efflam Dreger, pseudonyme inspiré par le village de Saint-Efflam à Plestin-les-Grèves, dans le Trégor, où il avait élu domicile. Proche de l'Union démocratique bretonne (UDB), il a adhéré au Parti socialiste (PS) pour y exercer de l'influence, notamment auprès de François Mitterrand,.

## Hommages
Deux toponymes rendent hommage à l'historien : la rue Yves-Person à Lannion et la place Yves-Person à Tonquédec.
Plusieurs colloques internationaux lui ont été consacrés en 2013, à Paris sous l'égide de l'Institut des mondes africains puis à Brest avec le mouvement culturel Ar Falz, dont Yves Person fut membre et un temps président. Les actes de ces colloques sont publiés en 2015 sous le titre Yves Person, un historien de l'Afrique engagé dans son temps,.

## Publications
- Yves Person, Samori. Une révolution dyula, mémoires de l'Institut fondamental d'Afrique noire (IFAN), no 80, Dakar, 1968, 1970, 1975, 3 tomes, 2377 pages, voir en ligne
- Yves Person (dir.), « Impérialisme linguistique et colonialisme : Girondins et Jacobins : l'idéologie de l'unité », dans Les Temps modernes, Minorités nationales en France, Les Presses d'aujourd'hui (no 324-325-326), 1er août 1973, 542 p., 13,5 x 21,5 cm (présentation en ligne), p. 195-212